# Proustia
Proustia  es un género  de plantas con flores en la familia de las asteráceas. Comprende 25 especies descritas y de estas, solo 2 aceptadas.

## Taxonomía
El género fue descrito por Mariano Lagasca y publicado en Amenidades Naturales de las Españas 1(1): 33. 1811. La especie tipo es: Proustia pyrifolia DC.
Etimología
Proustia, nombre genérico otorgado en honor al químico francés del siglo XIX Louis Proust.

## Especies aceptadas
A continuación se brinda un listado de las especies del género Proustia aceptadas hasta agosto de 2012, ordenadas alfabéticamente. Para cada una se indica el nombre binomial seguido del autor, abreviado según las convenciones y usos.
- Proustia cuneifolia D.Don
- Proustia ilicifolia Hook. & Arn.